# Kleonaj

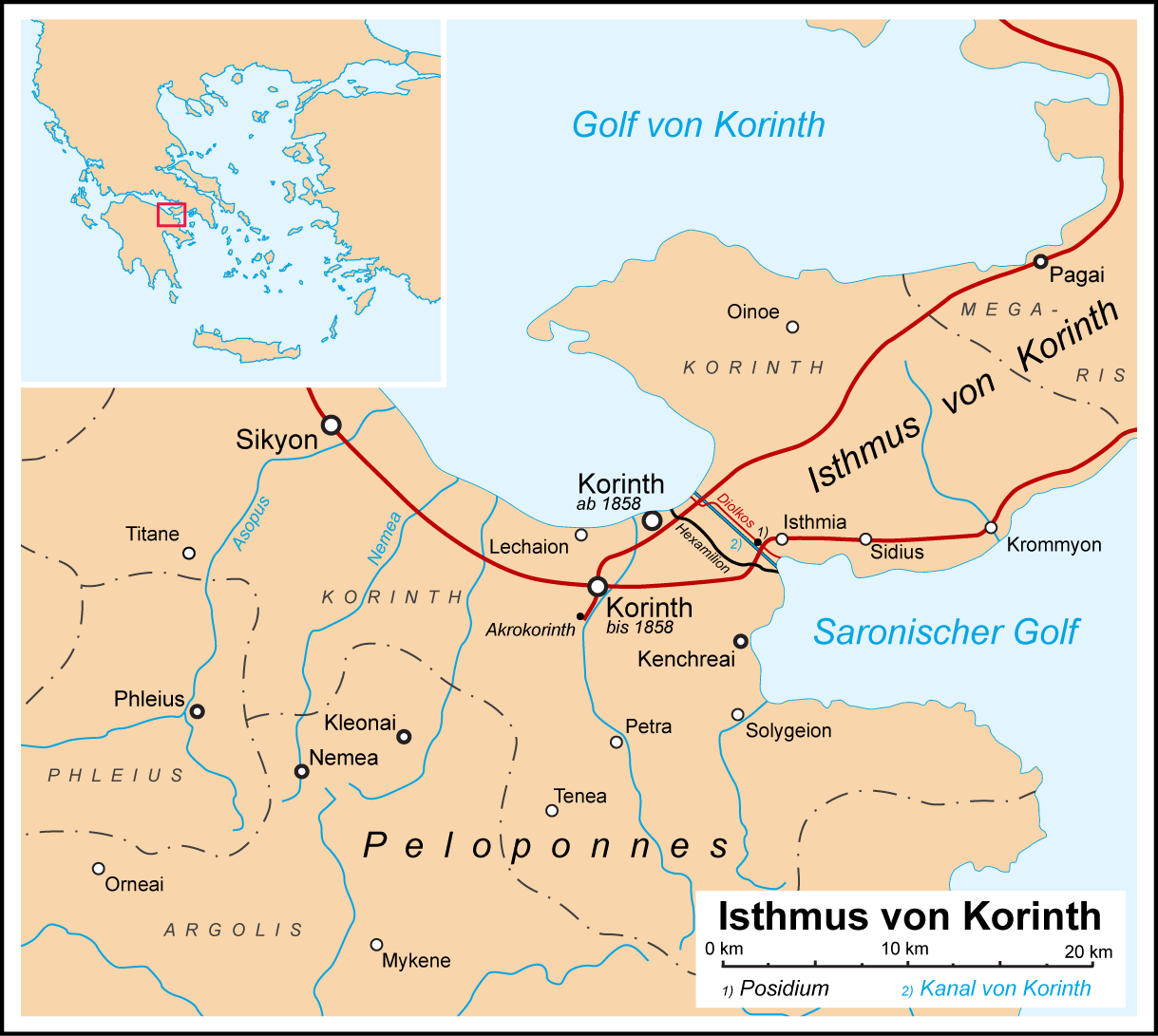
Położenie Kleonaj

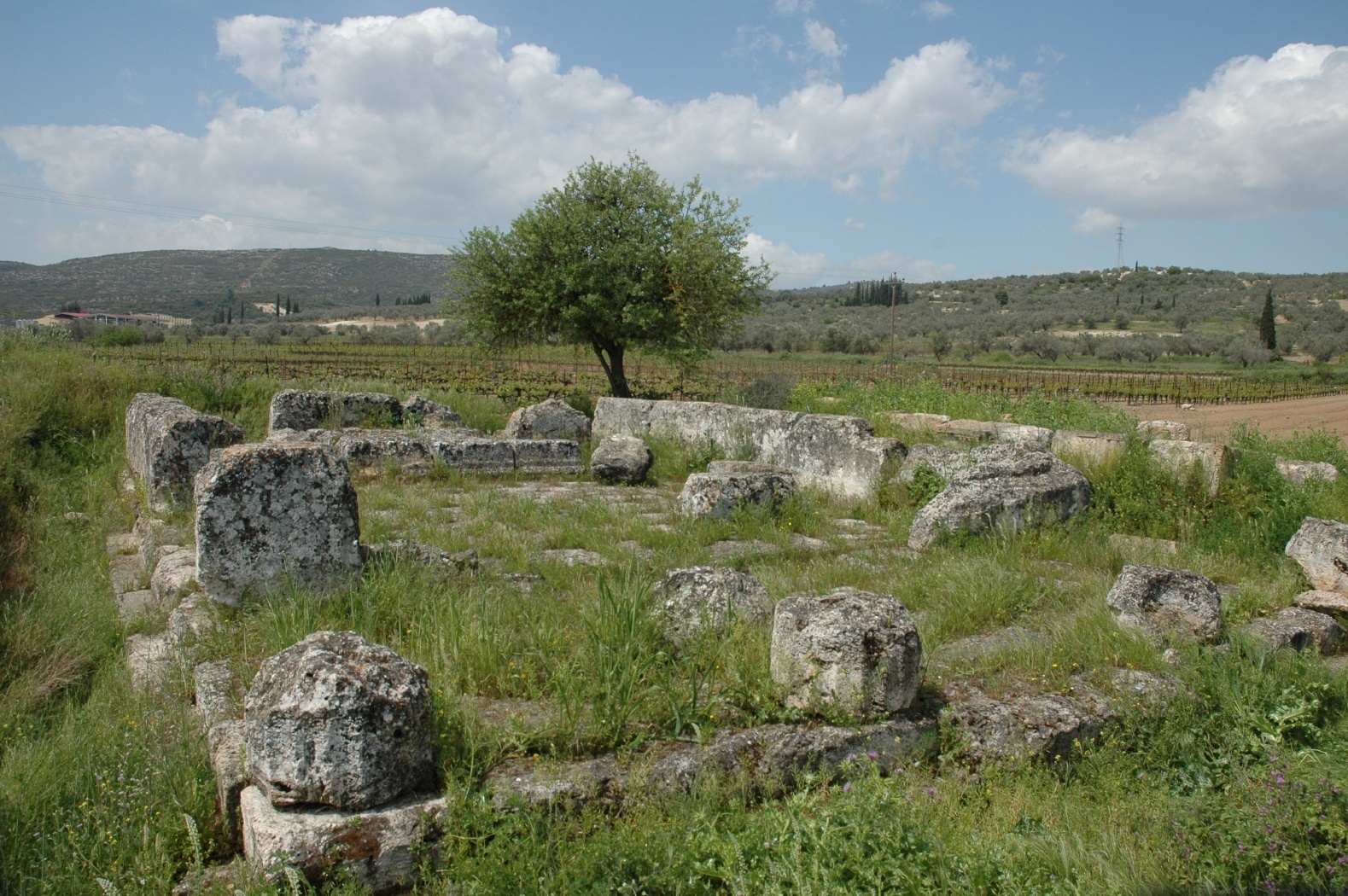
Resztki świątyni Heraklesa

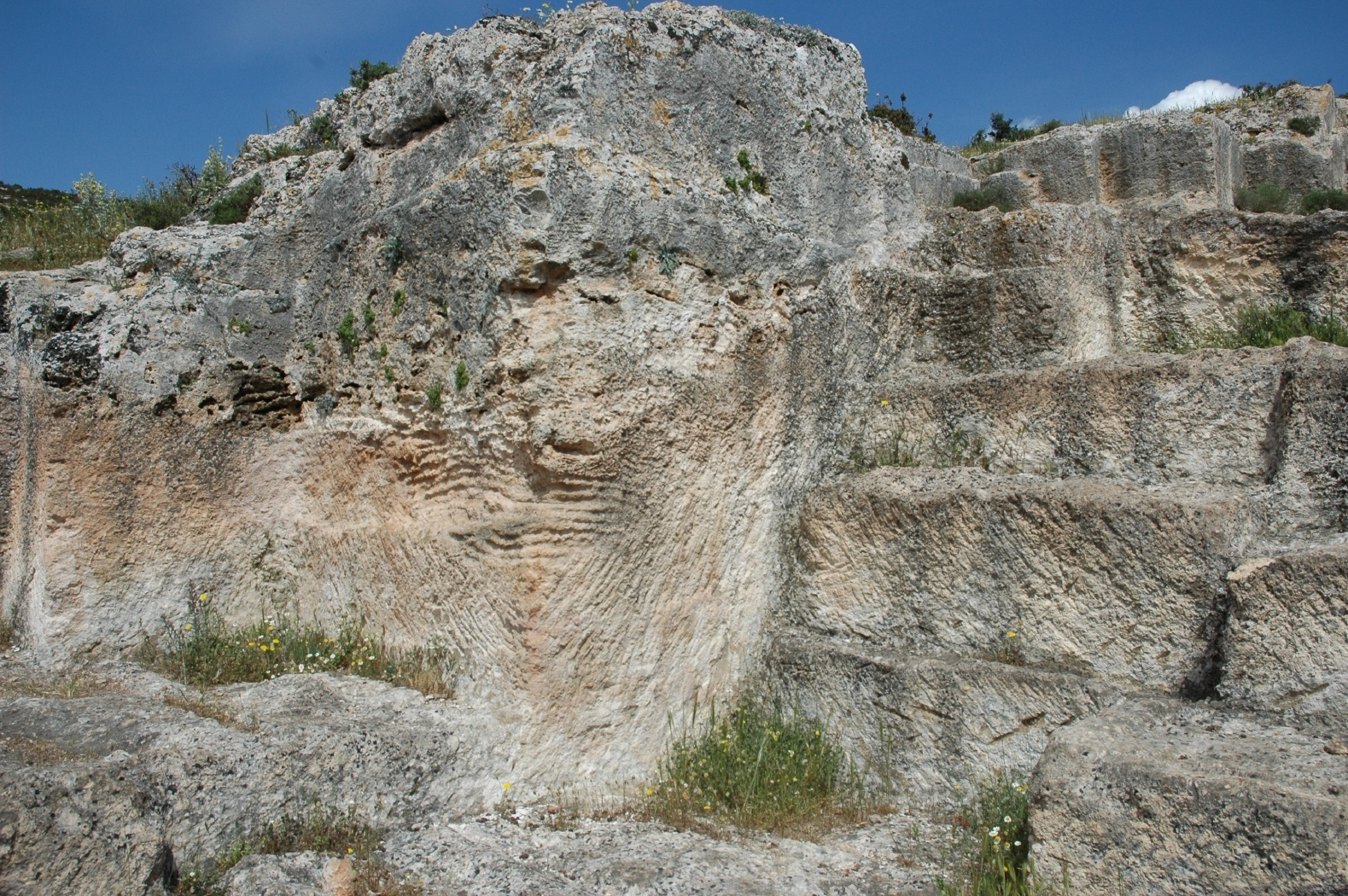
Antyczny kamieniołom

Kleonaj (stgr. Κλεωναί, łac. Cleonae) – starożytne miasto greckie położone na południowy zachód od Koryntu i kilka kilometrów na wschód od Nemei.
W starożytności położone na wzgórzu przy drodze prowadzącej z Argos do Koryntu. Terytorium miasta liczącego ok. 8000 mieszkańców obejmowało również w Nemeę wraz z kierownictwem tamtejszych igrzysk, aż do utraty samodzielności w IV wieku p.n.e. na rzecz Argos.
Jeszcze w III wieku n.e. emitowało własne monety. Zasiedlenie trwało do średniowiecza, opuszczenie miejscowości nastąpiło w nieznanym czasie.
Do miejscowych pozostałości należą resztki świątyni, która jest prawdopodobne wspomnianą przez Diodora Sycylijskiego (Biblioteka historyczna IV 33,3) świątynią Heraklesa. Antyczny opis Pauzaniasza (Wędrówki po Helladzie II 15,1) zawiera też m.in. wzmiankę o istniejącej w Kleonaj świątyni Ateny. Także starożytny kamieniołom, z którego pochodziły materiały budowlane dla świątyń w pobliskiej Nemei.